# Trapa assamica
Trapa assamica är en fackelblomsväxtart som beskrevs av Wójcicki. Trapa assamica ingår i släktet sjönötter, och familjen fackelblomsväxter. Inga underarter finns listade i Catalogue of Life.